# Olympische Winterspelen 2018
De Olympische Winterspelen 2018 werden gehouden in Pyeongchang, Zuid-Korea, van 9 tot en met 25 februari 2018. Het waren de XXIIIe Olympische Winterspelen. Er deden sporters mee van 92 nationale olympische comités. Debuterende landen waren Ecuador, Eritrea, Kosovo, Maleisië, Nigeria en Singapore en er waren 102 gouden medailles te verdelen. Nieuwe onderdelen waren gemengde landenwedstrijd bij het alpineskiën, gemengd curling, big air (mannen en vrouwen) bij het snowboarden en massastart (mannen en vrouwen) bij het schaatsen.
Bij de openingsceremonie vormden de deelnemers van Zuid- en Noord-Korea een verenigd team, onder één vlag. Ook bij het ijshockey voor vrouwen vormden beide landen één ploeg. Rusland was geschorst wegens overtreding van de anti-dopingregels, doch tientallen Russische sporters streden individueel mee.
De Noorse langlaufster Marit Bjørgen won vijf medailles waaronder twee gouden en werd daarmee de meest succesvolle sporter ooit op de Winterspelen.

## Toewijzing

### Kandidaten
Drie steden maakten gebruik van de mogelijkheid om zich tot 15 oktober 2009 aan te melden om de Winterspelen in 2018 te organiseren. Naast Pyeongchang waren dit het Franse Annecy en het Duitse München. Op 22 juni 2010 benoemde het IOC alle drie de steden tot de officiële kandidaatsteden. De steden hadden vervolgens tot 11 januari 2011 de tijd om hun bidbook in de dienen. De evaluatiecommissie bezocht vervolgens in februari en maart de kandidaatsteden en stelde vervolgens het evaluatierapport op. Op 6 juli 2011 stemde het IOC op het 123e IOC-congres in Durban, Zuid-Afrika over de toewijzing van de Spelen.
Pyeongchang kreeg de Olympische Winterspelen toegekend na zijn derde opeenvolgende kandidaatstelling, nadat het eerder had verloren van Vancouver (Canada) en Sotsji (Rusland). Het zijn de eerste Olympische Winterspelen, maar de tweede Olympische Spelen die Zuid-Korea organiseert; de Olympische Zomerspelen 1988 werden gehouden in de hoofdstad Seoel. Pyeongchang werd de derde Aziatische stad die de Olympische Winterspelen kreeg toegewezen.
Stemming
Pyeongchang haalde direct in de eerste ronde de meerderheid van de stemmen.
| Stad        | Land       | 1e ronde |
| ----------- | ---------- | -------- |
| Pyeongchang | Zuid-Korea | 63       |
| München     | Duitsland  | 25       |
| Annecy      | Frankrijk  | 7        |

### Steden die interesse toonden, maar zich uiteindelijk niet kandidaat stelden
Azië
- Harbin, China[3]
- Kazachstan[4]

Europa
- Boekovel, Oekraïne[5][6]
- Genève, Zwitserland

In Zwitserland was er niet veel steun voor een bod. Gezien het bod van het naastgelegen Annecy was de kans op een echt bod dan ook klein.
- Sofia, Bulgarije[5]
- Tromsø, Noorwegen

De Noorse stad trok zich terug vanwege stijgende kosten.
Noord-Amerika
- Reno en Lake Tahoe, Verenigde Staten; vanwege Chicago's bod op de Olympische Zomerspelen 2016, heeft het Olympisch Comité van de Verenigde Staten geen bod uitgebracht voor de Spelen van 2018.[9]

Zuid-Amerika
- Santiago, Chili[10]

## Kosten
De kosten werden geschat op omgerekend dertien miljard US-dollars. Voor het alpineskiën werden 58.000 bomen gekapt op de Gariwangberg. Het olympisch stadion kostte 109 miljoen US-dollars. Daarnaast werden naast de aanleg van diverse sportfaciliteiten miljarden gespendeerd aan het verbeteren van de infrasctuctuur tussen PyeongChang en de Zuid-Koreaanse hoofdstad Seoul.

## Olympische sporten
De olympische sporten die tijdens de Olympische Spelen beoefend worden, worden vertegenwoordigd door zeven internationale wintersportbonden:
| Biatlon (11) Bond: Internationale Biatlonunie Curling (3) Bond: World Curling Federation IJshockey (2) Bond: Internationale IJshockeyfederatie Rodelen (4) Bond: Fédération Internationale de Luge de Course Schaatssporten Kunstrijden (5) Schaatsen (14) Shorttrack (8) Bond: Internationale Schaatsunie | Skisporten Alpineskiën (11) Freestyleskiën (10) Langlaufen (12) Noordse combinatie (3) Schansspringen (4) Snowboarden (10) Bond: Fédération Internationale de Ski Sleesporten Bobsleeën (3) Skeleton (2) Bond: Internationale bobslee- en skeletonfederatie |

### Nieuwe onderdelen
Diverse sportfederaties hadden bij het IOC gevraagd om extra onderdelen aan het programma toe te voegen. Daaruit werden in juni 2015 de volgende zes toegevoegd: gemengde landenwedstrijd bij het alpineskiën, gemengd curling, big air (mannen en vrouwen) bij het snowboarden en massastart (mannen en vrouwen) schaatsen.
| Sport       | Nieuw                         | Verdwenen (t.o.v. 2014)               | Wijzigingen/Opmerkingen |
| ----------- | ----------------------------- | ------------------------------------- | ----------------------- |
| Alpineskiën | Gemengde landenwedstrijd      |                                       | Nu 11 onderdelen        |
| Curling     | Gemengddubbel                 |                                       | Nu 3 onderdelen         |
| Schaatsen   | Massastart (m) Massastart (v) |                                       | Nu 14 onderdelen        |
| Snowboarden | Big air (m) Big air (v)       | Parallelslalom (m) Parallelslalom (v) | Nu 10 onderdelen        |
|             | +6                            | -2                                    | +4                      |

## Accommodaties
Het Alpensia Resort in Daegwallyeong-myeon is de plaats waar het grootste gedeelte van de olympische accommodaties is. Daarnaast zijn er losse accommodaties in Bokwang en Jeongseon. In de kustplaats Gangneung bevindt zich het Olympisch Park Gangneung. Hier bevinden zich het olympisch dorp en vier stadions waar de indoor-ijssporten worden gehouden. Een vijfde accommodatie bevindt zich op het terrein van de Katholieke Kwandong universiteit.

Olympische accommodaties 2018

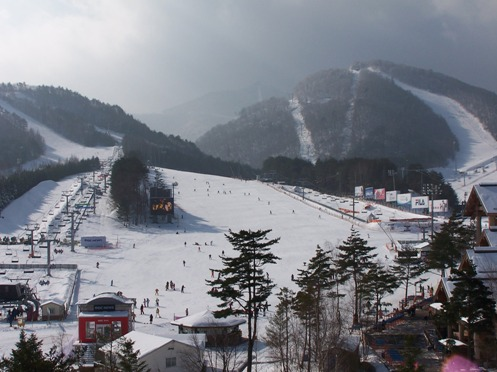
Dragon Valley Ski Resort

| Plaats                        | Accommodatie                                              | Functie                                       | Capaciteit         |
| Sportaccommodaties            | Sportaccommodaties                                        | Sportaccommodaties                            | Sportaccommodaties |
| ----------------------------- | --------------------------------------------------------- | --------------------------------------------- | ------------------ |
| Pyeongchang                   |                                                           |                                               |                    |
| Olympisch stadion             | Openings- en sluitingsceremonie                           | 35.000                                        |                    |
| Alpensia Jumping Park         | Schansspringen, noordse combinatie, snowboarden (big air) | 13.500                                        |                    |
| Alpensia Biathlon Centre      | Biatlon                                                   | 7.500                                         |                    |
| Alpensia Cross-Country Centre | Langlaufen, noordse combinatie                            | 7.500                                         |                    |
| Alpensia Sliding Centre       | Bobsleeën, rodelen en skeleton                            |                                               |                    |
| Yongpyong Alpine Centre       | Alpineskiën (Slalom en reuzenslalom)                      |                                               |                    |
|                               | Bokwang Phoenix Park                                      | Freestyleskiën en snowboarden                 | 18.000             |
|                               | Jeongseon Alpine Centre                                   | Alpineskiën (Afdaling, super G en combinatie) |                    |
| Gangneung: Olympisch park     |                                                           |                                               |                    |
| Gangneung Hockey Centre       | IJshockey                                                 | 10.000                                        |                    |
| Gangneung Curling Centre      | Curling                                                   |                                               |                    |
| Gangneung Science Oval        | Langebaanschaatsen                                        | 8.000                                         |                    |
| Gangneung Ice Arena           | Kunstrijden, shorttrack                                   | 12.000                                        |                    |
| Gangneung                     | Kwandong Hockey Centre                                    | IJshockey                                     | 6.000              |

## Kalender
| ● | Openingsceremonie | ● | Wedstrijden |  | Wedstrijden met medailles | G | Gala | ● | Sluitingsceremonie |

| Februari           | Februari           | do 8 | vr 9 | za 10 | zo 11 | ma 12 | di 13 | wo 14 | do 15 | vr 16 | za 17 | zo 18 | ma 19 | di 20 | wo 21 | do 22 | vr 23 | za 24 | zo 25 | Tot. |
| ------------------ | ------------------ | ---- | ---- | ----- | ----- | ----- | ----- | ----- | ----- | ----- | ----- | ----- | ----- | ----- | ----- | ----- | ----- | ----- | ----- | ---- |
| Alpineskiën        | Alpineskiën        |      |      |       |       |       | 1     |       | 2     | 2     | 1     | 1     |       |       | 1     | 1     | 1     | 1     |       | 11   |
| Biatlon            | Biatlon            |      |      | 1     | 1     | 2     |       |       | 2     |       | 1     | 1     |       | 1     |       | 1     | 1     |       |       | 11   |
| Bobsleeën          | Bobsleeën          |      |      |       |       |       |       |       |       |       |       | ●     | 1     | ●     | 1     |       |       | ●     | 1     | 3    |
| Curling            | Curling            | ●    | ●    | ●     | ●     | ●     | 1     | ●     | ●     | ●     | ●     | ●     | ●     | ●     | ●     | ●     | ●     | 1     | 1     | 3    |
| Freestyleskiën     | Freestyleskiën     |      | ●    |       | 1     | 1     |       |       | ●     | 1     | 1     | 2     | ●     | 1     | 1     | 1     | 1     |       |       | 10   |
| IJshockey          | IJshockey          |      |      | ●     | ●     | ●     | ●     | ●     | ●     | ●     | ●     | ●     | ●     | ●     | ●     | 1     | ●     | ●     | 1     | 2    |
| Kunstrijden        | Kunstrijden        |      | ●    |       | ●     | 1     |       | ●     | 1     | ●     | 1     |       | ●     | 1     | ●     |       | 1     |       | G     | 5    |
| Langlaufen         | Langlaufen         |      |      | 1     | 1     |       | 2     |       | 1     | 1     | 1     | 1     |       |       | 2     |       |       | 1     | 1     | 12   |
| Noordse combinatie | Noordse combinatie |      |      |       |       |       |       | 1     |       |       |       |       |       | 1     |       | 1     |       |       |       | 3    |
| Rodelen            | Rodelen            |      |      | ●     | 1     | ●     | 1     | 1     | 1     |       |       |       |       |       |       |       |       |       |       | 4    |
| Schaatsen          | Schaatsen          |      |      | 1     | 1     | 1     | 1     | 1     | 1     | 1     |       | 1     | 1     |       | 2     |       | 1     | 2     |       | 14   |
| Schansspringen     | Schansspringen     | ●    |      | 1     |       | 1     |       |       |       | ●     | 1     |       | 1     |       |       |       |       |       |       | 4    |
| Shorttrack         | Shorttrack         |      |      | 1     |       |       | 1     |       |       |       | 2     |       |       | 1     |       | 3     |       |       |       | 8    |
| Skeleton           | Skeleton           |      |      |       |       |       |       |       | ●     | 1     | 1     |       |       |       |       |       |       |       |       | 2    |
| Snowboarden        | Snowboarden        |      |      | ●     | 1     | 1     | 1     | 1     | 1     | 1     |       |       | ●     |       | ●     | ●     | 1     | 3     |       | 10   |
| Totaal             | Totaal             |      |      | 5     | 6     | 7     | 8     | 4     | 9     | 7     | 9     | 6     | 3     | 5     | 7     | 8     | 6     | 8     | 4     | 102  |
| Cumulatief         | Cumulatief         |      |      | 5     | 12    | 20    | 28    | 34    | 41    | 46    | 55    | 61    | 64    | 69    | 76    | 84    | 90    | 98    | 102   |      |
| Ceremonies         | Ceremonies         |      | ●    |       |       |       |       |       |       |       |       |       |       |       |       |       |       |       | ●     |      |
| Februari           | Februari           | do 8 | vr 9 | za 10 | zo 11 | ma 12 | di 13 | wo 14 | do 15 | vr 16 | za 17 | zo 18 | ma 19 | di 20 | wo 21 | do 22 | vr 23 | za 24 | zo 25 | Tot. |

## Deelnemende landen
Er doen sporters mee van 90 landen. Daarnaast behoren Hongkong en Taiwan (als Chinees Taipei) tot de deelnemers. Overigens hadden zich sporters van 95 landen gekwalificeerd of voor hun land startplaatsen afgedwongen. Drie landen, Dominica, Kaaimaneilanden en Peru gaven echter hun startplaatsen terug. Debuterende landen zijn Ecuador, Eritrea, Kosovo, Maleisië, Nigeria en Singapore. Rusland werd geweerd vanwege een grootschalig Russisch dopingschandaal. Wel mochten Russen van wie was aangetoond dat ze schoon waren, meedoen onder olympische vlag.
De onderstaande lijst vermeldt de deelnemende NOC's, alsmede het team dat onder de olympische vlag uitkomt. De naam van het deelnemende comité linkt naar de specifieke olympische pagina van deze deelnemer voor de Spelen van 2018.

## Medailles

### Medaillespiegel
Hieronder is de top tien van de medaillespiegel weergegeven.
| Plaats | Land             | NOC | Goud | Zilver | Brons | Totaal |
| ------ | ---------------- | --- | ---- | ------ | ----- | ------ |
| 1      | Noorwegen        | NOR | 14   | 14     | 11    | 39     |
| 2      | Duitsland        | GER | 14   | 9      | 7     | 30     |
| 3      | Canada           | CAN | 11   | 8      | 10    | 29     |
| 4      | Verenigde Staten | USA | 9    | 8      | 6     | 23     |
| 5      | Nederland        | NED | 8    | 6      | 6     | 20     |
| 6      | Zweden           | SWE | 7    | 6      | 1     | 14     |
| 7      | Zuid-Korea       | KOR | 5    | 8      | 4     | 17     |
| 8      | Zwitserland      | SUI | 5    | 6      | 4     | 15     |
| 9      | Frankrijk        | FRA | 5    | 4      | 6     | 15     |
| 10     | Oostenrijk       | AUT | 5    | 3      | 6     | 14     |
|        |                  |     |      |        |       |        |
| 25     | België           | BEL | 0    | 1      | 0     | 1      |